# 샤를로트 (후식)

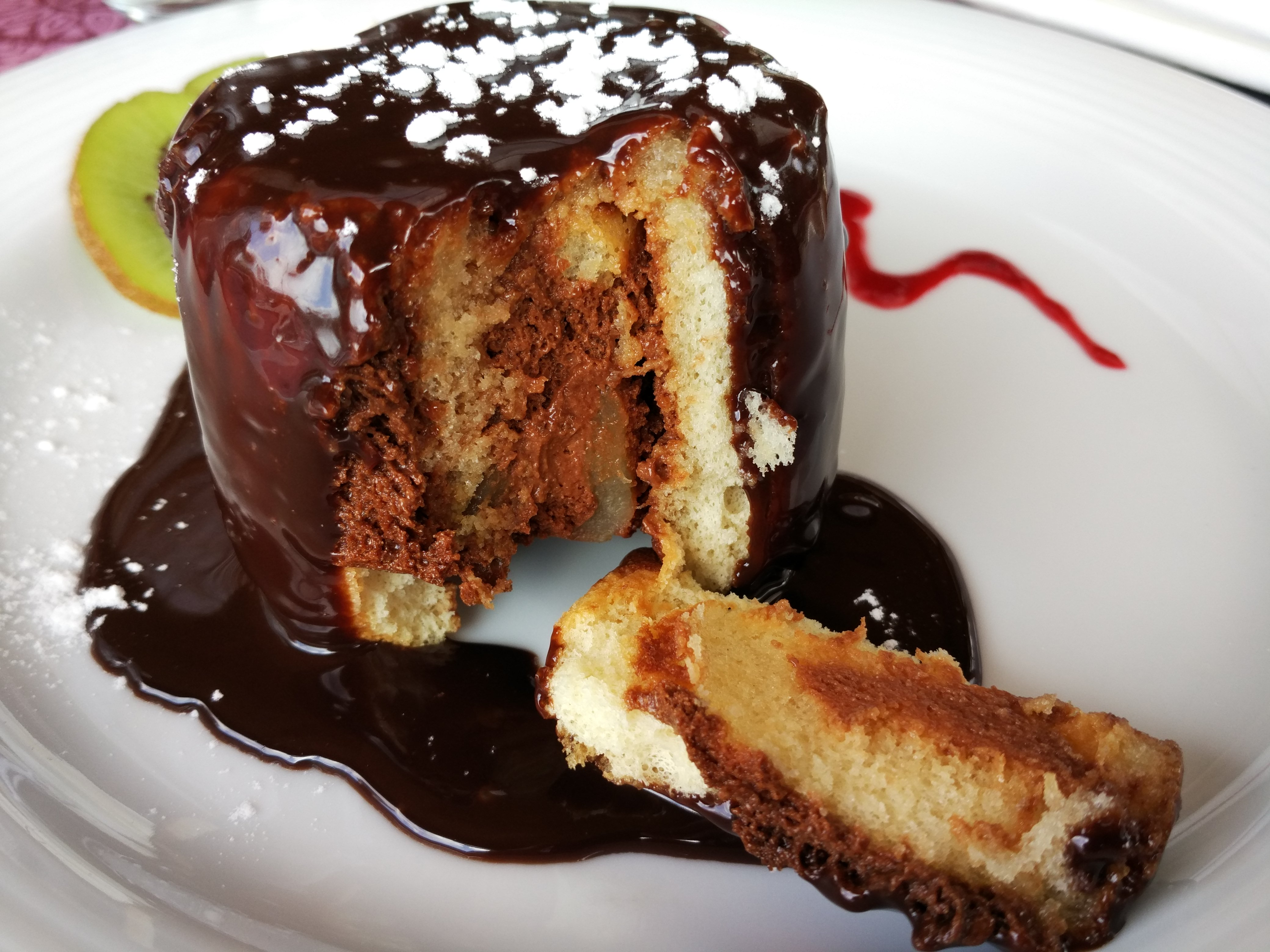
초콜릿 샤를로트

샤를로트(Charlotte)는 과일, 크림, 따위를 빵이나 카스텔라로 싼 푸딩이다. 샤를로트 루소는 카스텔라에 커스터드를 씌운 음식이다.

## 같이 보기
- 빅토리아 스펀지
- 서머 푸딩
- 아이스박스 케이크
- 티라미수